# Grand canyon du Verdon
Grand canyon du Verdon je jeden z nejhlubších kaňonů v Evropě, který vyhloubila řeka Verdon, na hranicích Provensalských a Přímořských Alp v jižní Francii. V některých místech je až 700 metrů hluboký a jeho téměř svislé vápencové stěny jsou v nejužších místech od sebe vzdálené pouhých 6 metrů.
Kaňon začíná za městečkem Castellane a táhne se mezi skalními stěnami v délce 21 km až k přehradnímu jezeru Lac de Sainte-Croix.

## Geologický vznik
Podmínky ke vzniku tohoto impozantního jevu byly ideální: V mocných vrstvách vápencového pohoří se projevila hlavně hloubková eroze, zatímco povrchový splach, který by údolí v horní části rozšiřoval je minimální. Proto se řeka po milióny let zařezává pouze do hloubky. Řeka Verdon pramení v horách nedaleko průsmyku Col d´Allos ve výšce 2 200 m.

## Historie
Jako první kaňon prozkoumal v r. 1905 francouzský geolog a speleolog E. A. Martel, který se tři dny probíjel s malou expedicí prudkým proudem mezi skalami. V r. 1928 byl vybudován na dně kaňonu turistický chodník, nesoucí Martelovo jméno.

## Turismus
Túra po stezce dlouhé 14 km trvá kolem 6 hodin a na několika místech prochází tunely. Po obou okrajích kaňonu vedou silnice, mající na mnoha stanovištích působivé vyhlídky na kaňon. Na horním okraji kaňonu rostou celé olivové háje a omamně vonící levandule. Kaňon poskytuje skvělé podmínky pro skalní lezení a je proto velmi oblíbenou horolezeckou oblastí.

## Galerie

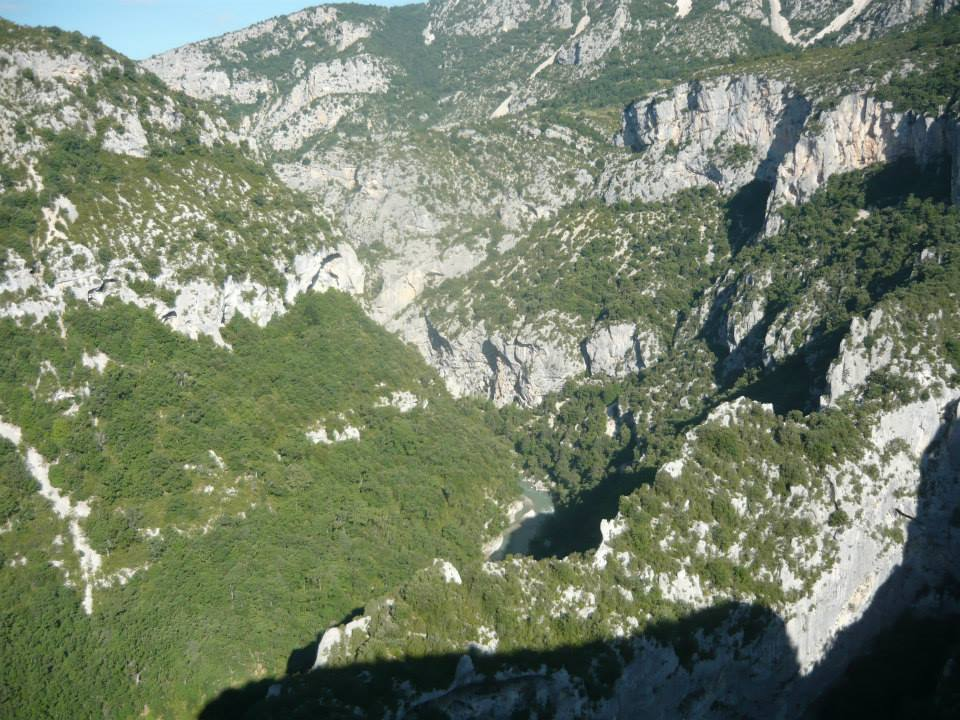
Kaňon
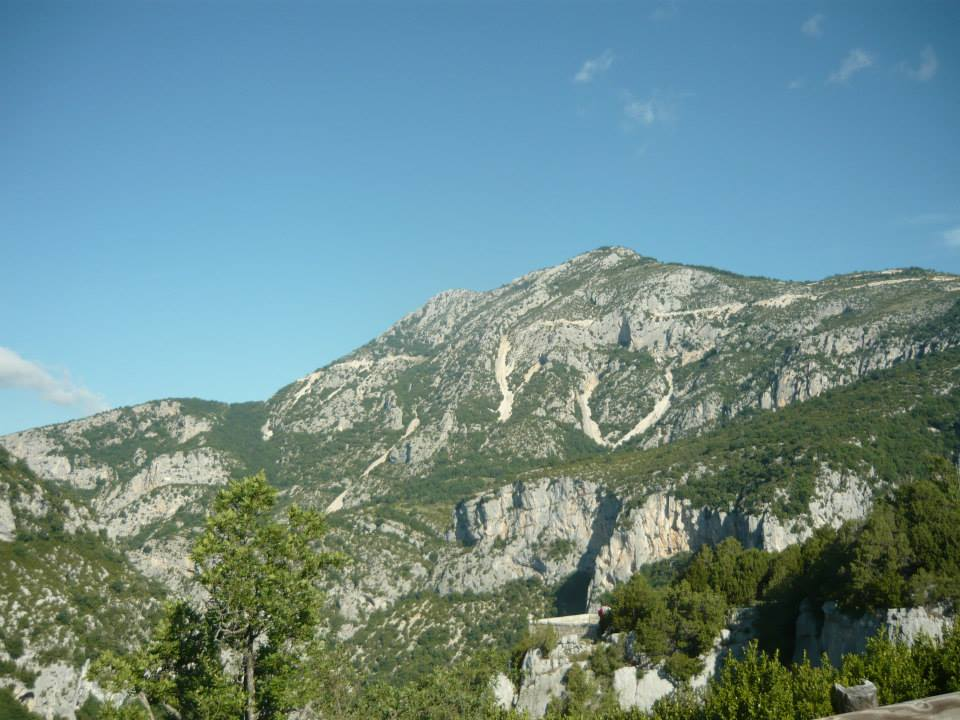
Kaňon
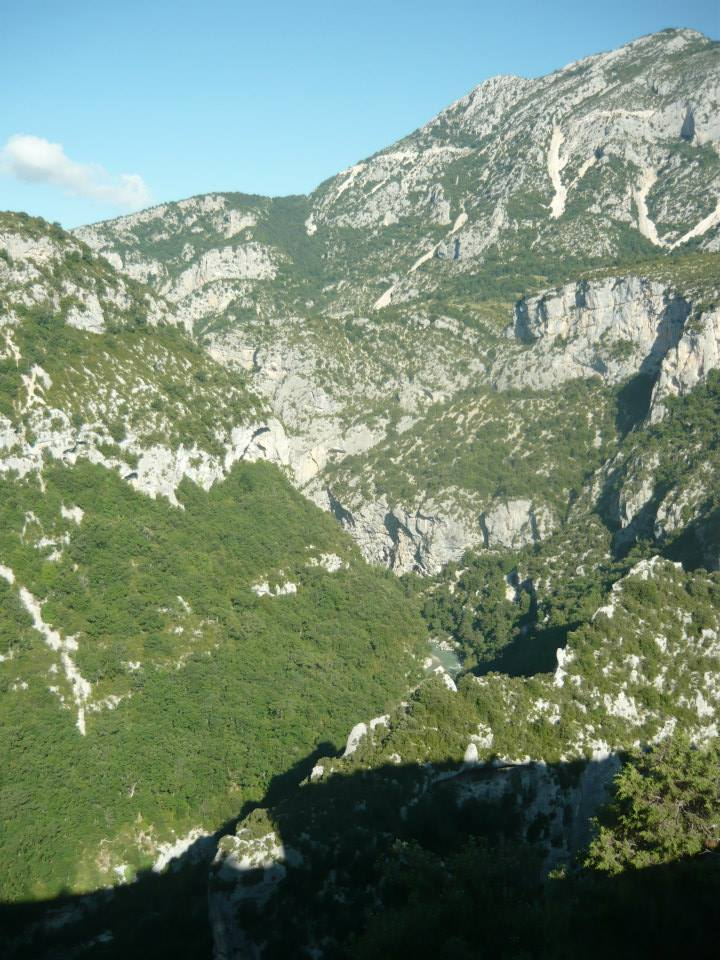
Kaňon
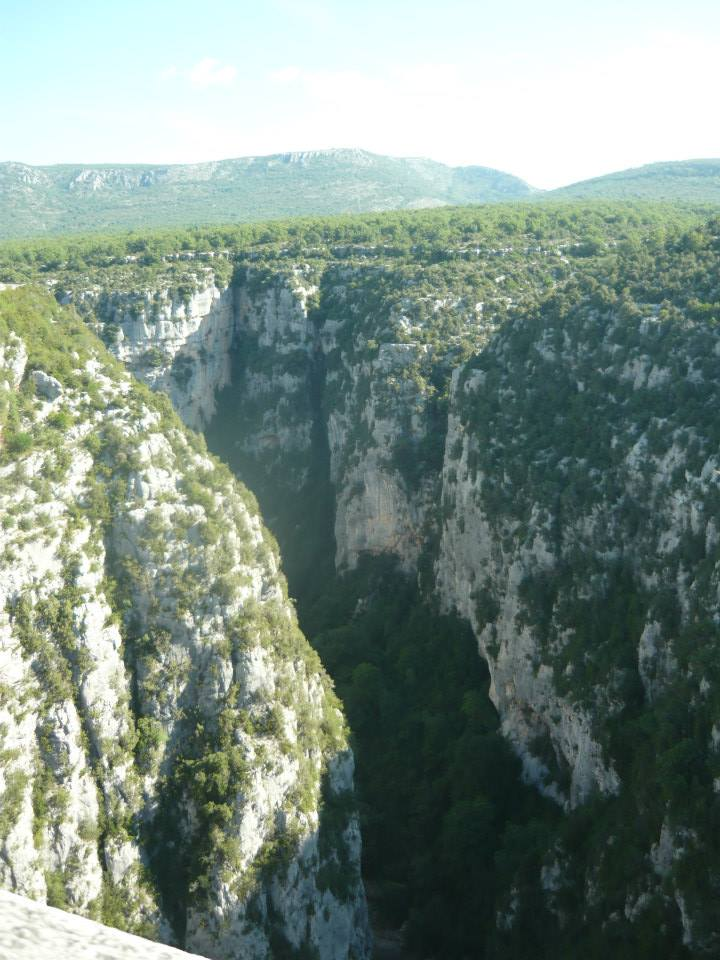
Kaňon
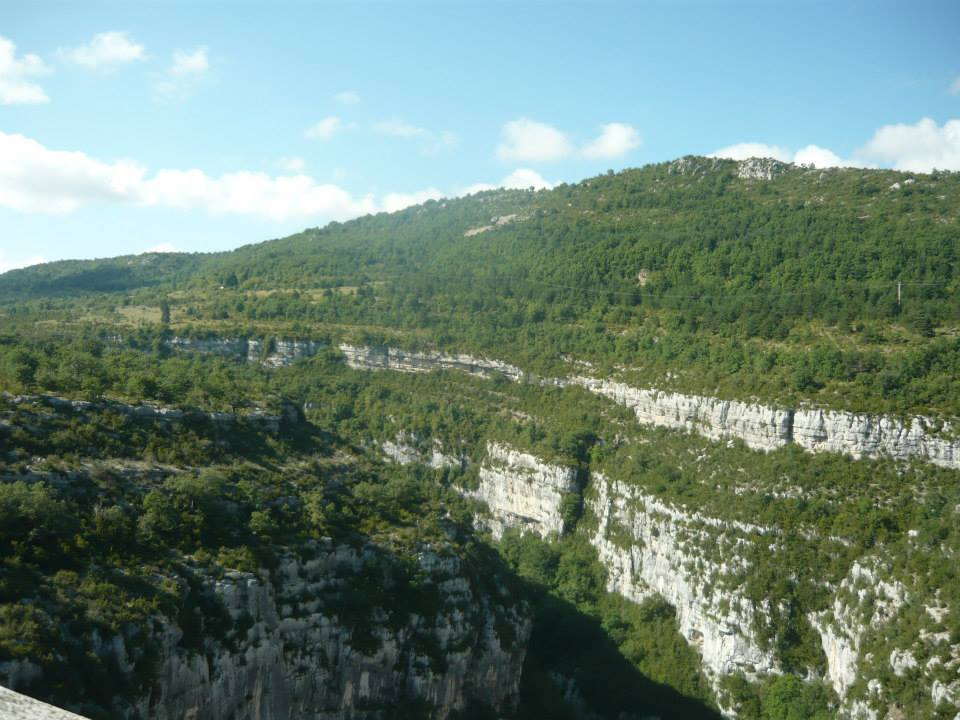
Kaňon
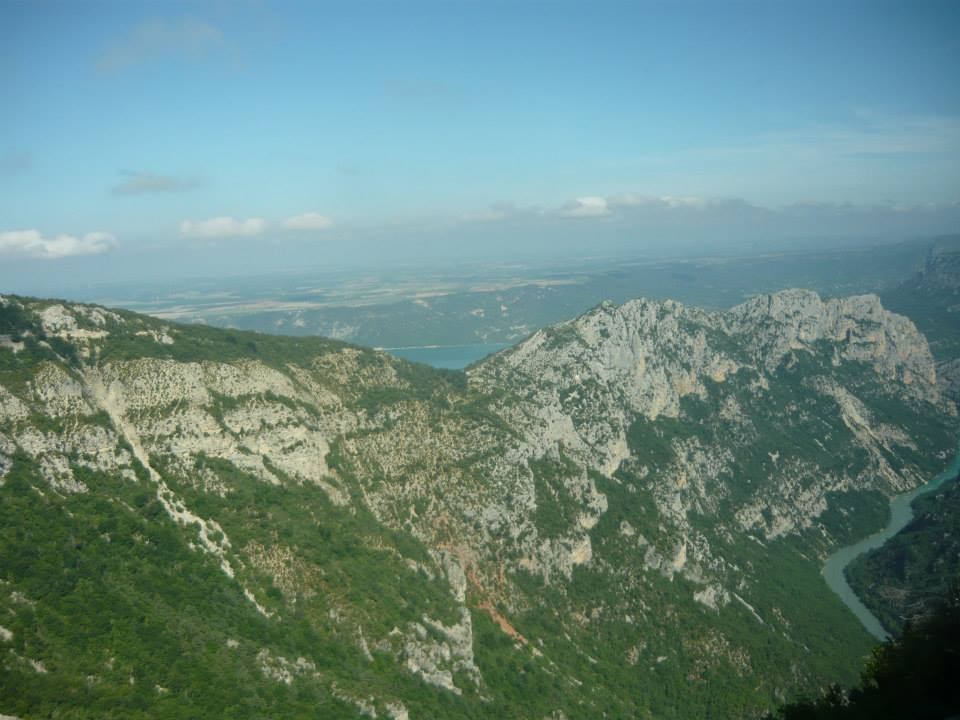
Kaňon
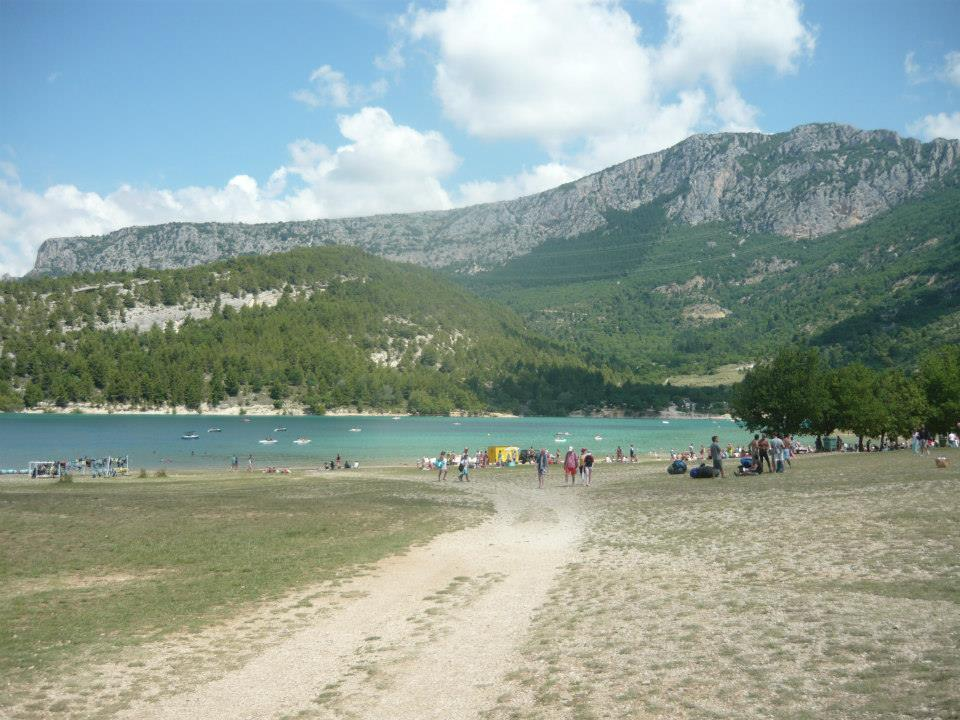
Jezero Lac de Ste-Croix
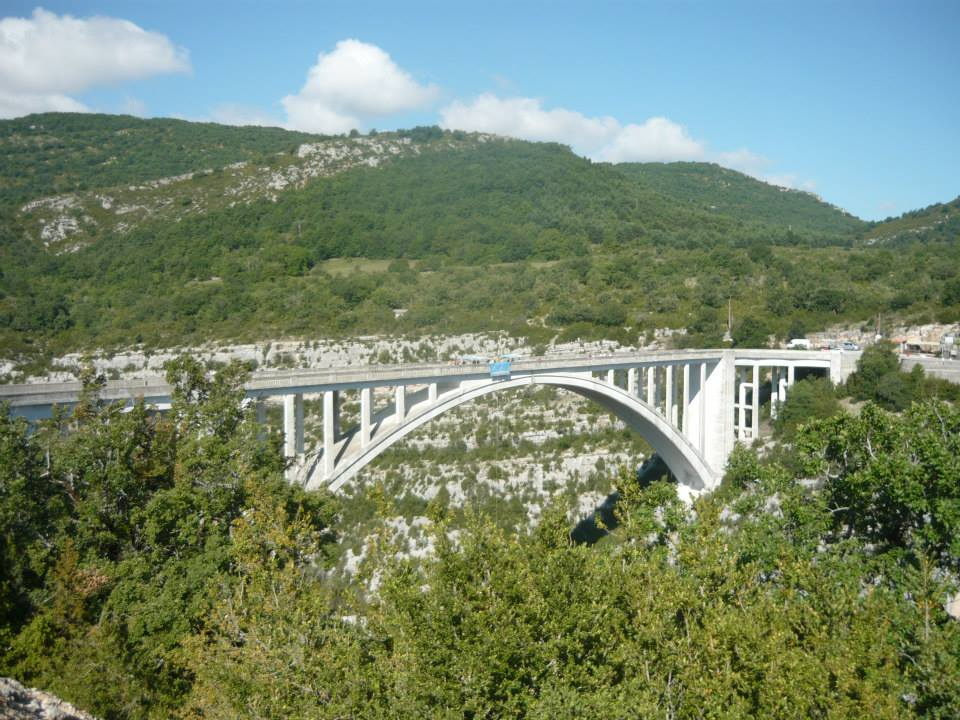
Most Artuby
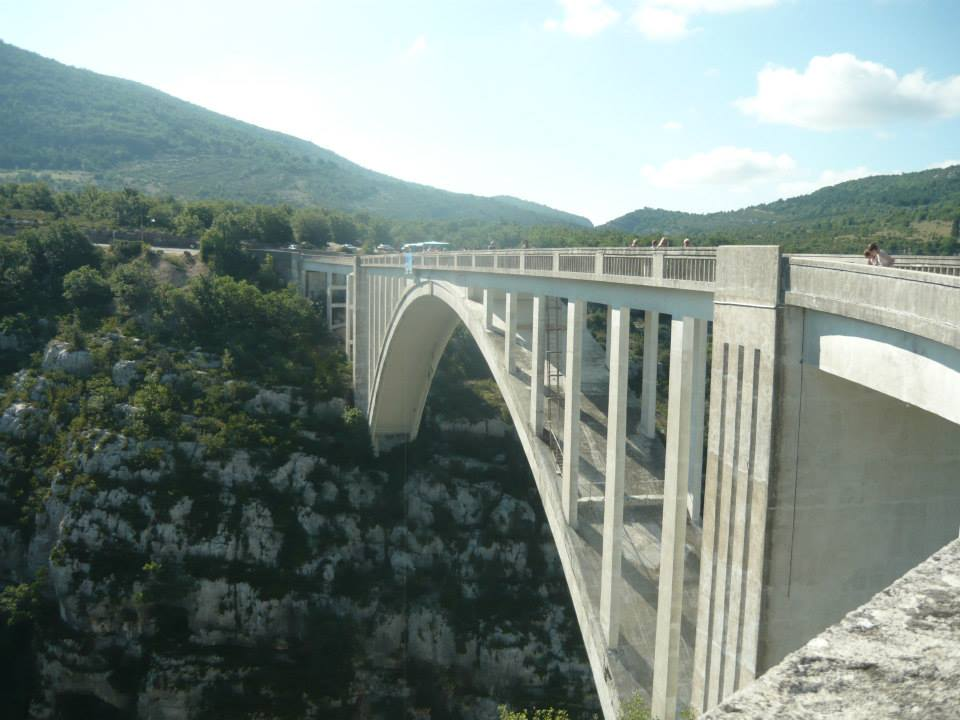
Most Artuby
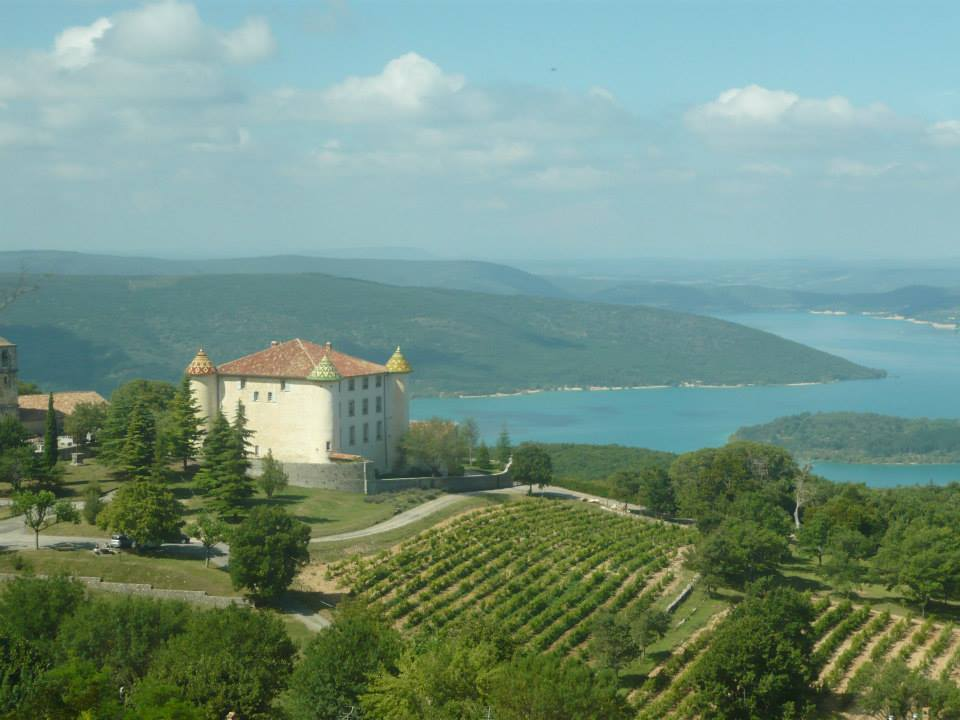
Zámek Aiguines